# Hyndla

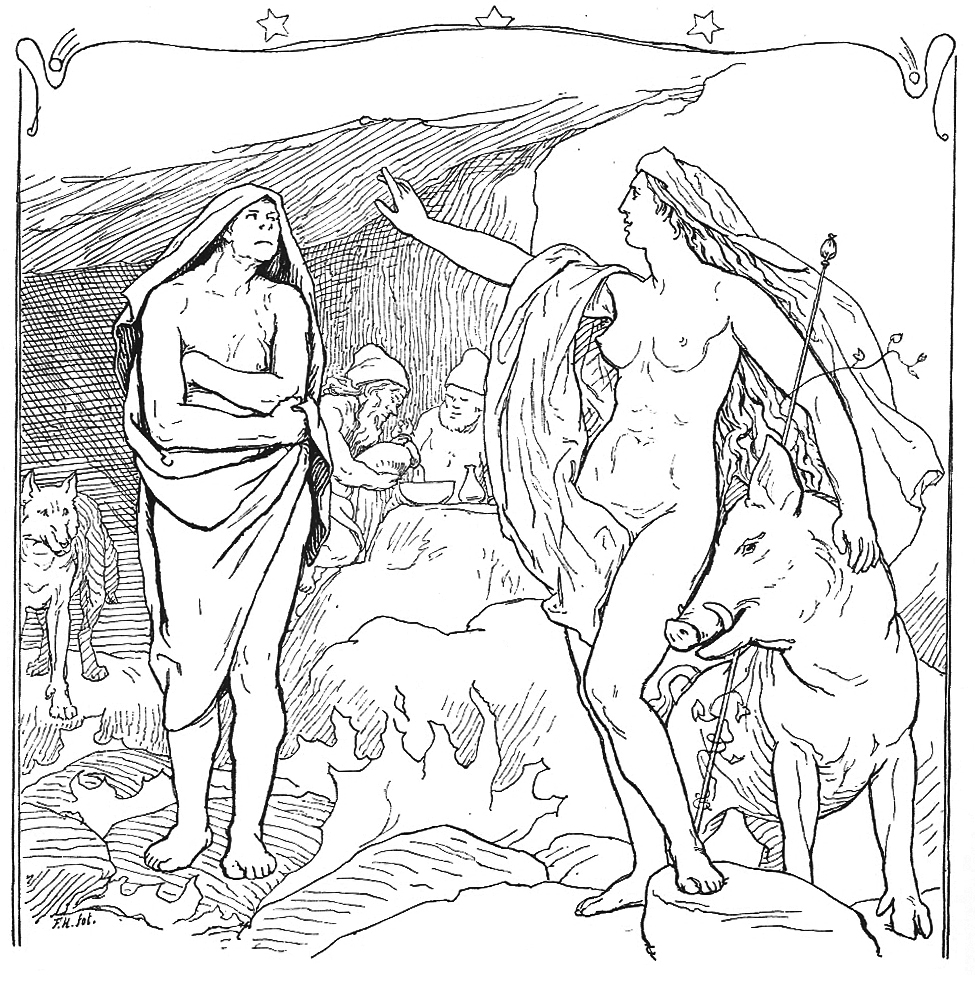
Freya gebaart naar Hyndla, Lorenz Frølich, 1895

Hyndla is een Völva uit de Noordse mythologie. Hyndla staat bekend als oud en wijs, ze heeft een enorme kennis over de afstammingslijn van de mensen en goden. 
Freya rijdt op haar everzwijn Hildisvíni naar Hyndla en verzoekt haar mee te gaan naar het Walhalla. Hyndla volgt haar op een wolf. 
Het doel is om van Hyndla de stamboom van Ottar te leren kennen. Deze wetenschap gebruikt hij, omdat hij zijn erfenis op het spel heeft gezet. Hyndla geeft de gewenste informatie in Hyndluljóð. Hyndla weigert echter een drank aan Ottar aan te bieden. Freya dreigt dan met toverkracht; Hyndla zal verlangen naar lichamelijke liefde. Hyndla geeft dan toe, maar spreekt eerst een vloek uit over de drank die ze Ottar moet aanbieden. 

## Hyndlalied
Wat we op vandaag over Hyndla weten, komt uit Hyndluljóð, het Hyndlalied in de Oude Edda. Het vormt er als laatste lied van de godenhymnen de overgang naar de Heldendichten. Een ingelast stuk van de stanza's 28 tot 41, dat over Ragnarök gaat, wordt ook de kleine Völuspá genoemd.

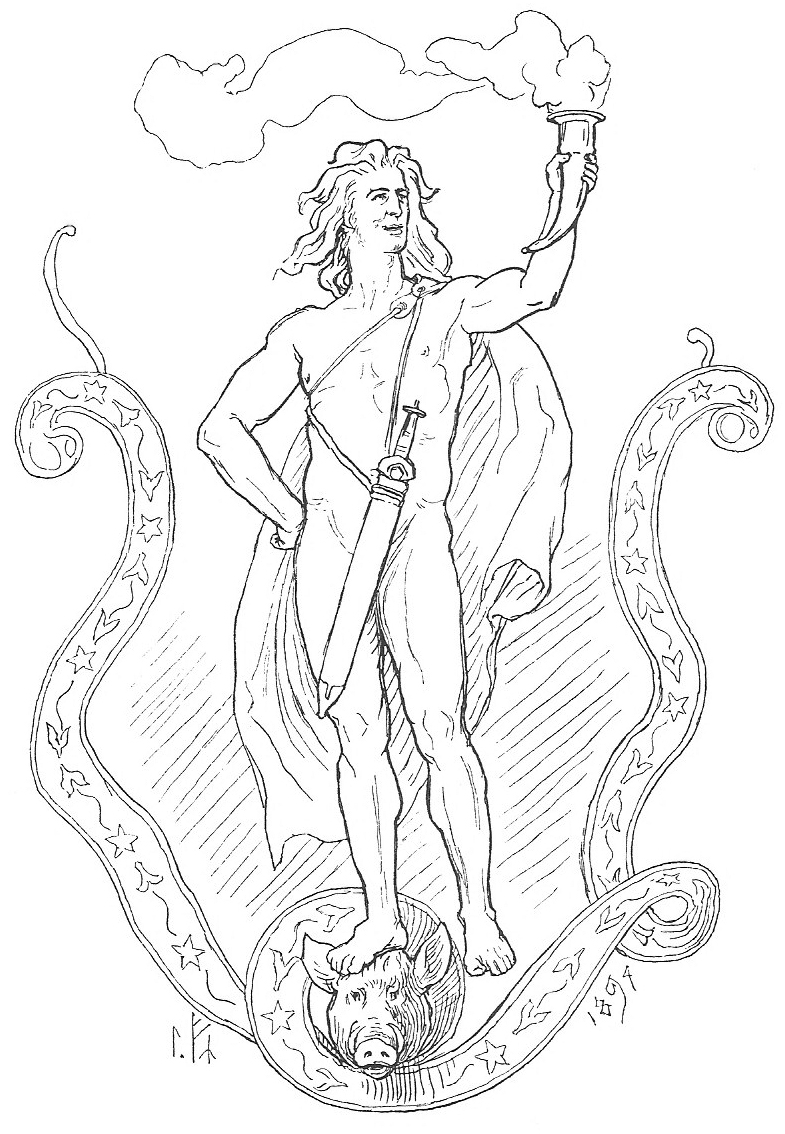
De trouwe dienaar van Freya, Ottar, houdt een geheugen vast (zodat hij de nieuw verworven kennis over zijn geslacht kan behouden), hij staat op het everzwijn Hildisvíni (waarin hij zich had vermomd), Lorenz Frølich, 1895